# グレッグ・ダイクマン
グレゴリー・アーサー・ダイクマン・ジュニア（Gregory Arthur Deichmann Jr., 1995年5月31日 - ）は、アメリカ合衆国ルイジアナ州メテリー出身のプロ野球選手（外野手）。右投左打。MLBのシカゴ・カブス傘下所属。

## 経歴

### プロ入り前
大学時代に2016年のMLBドラフト26巡目（全体783位）でミネソタ・ツインズから指名されたが、契約を拒否して大学に残った。

### プロ入りとアスレチックス傘下時代
2017年のMLBドラフト2巡目（全体43位）でオークランド・アスレチックスから指名されプロ入り。傘下のA-級バーモント・レイクモンスターズでプロデビューし、46試合に出場して打率.274、8本塁打、30打点の成績を記録した。
2018年はA+級ストックトン・ポーツで開幕を迎え、シーズン途中にはルーキー級アリゾナリーグ・アスレチックスでもプレーした。この年は2チーム合計で58試合に出場して打率.216、7本塁打、28打点の成績を記録した。
2019年はAA級ミッドランド・ロックハウンズで80試合に出場して打率.219、11本塁打、36打点の成績を記録した。
2020年は新型コロナウイルスの影響でマイナーリーグの試合が開催されなかった。
2021年はAAA級ラスベガス・アビエイターズで開幕を迎えた。

### カブス時代
2021年7月26日にアンドリュー・チェイフィンとのトレードで、ダニエル・パレンシアと共にシカゴ・カブスへ移籍した。移籍後は傘下のAAA級アイオワ・カブスへ送られた。8月6日にメジャー契約を結んでアクティブ・ロースター入りし、同日のシカゴ・ホワイトソックス戦でメジャーデビューを果たした。
2022年4月16日にDFAとなった。

## 詳細情報

### 年度別打撃成績
| 年 度    | 球 団    | 試 合 | 打 席 | 打 数 | 得 点 | 安 打 | 二 塁 打 | 三 塁 打 | 本 塁 打 | 塁 打 | 打 点 | 盗 塁 | 盗 塁 死 | 犠 打 | 犠 飛 | 四 球 | 敬 遠 | 死 球 | 三 振 | 併 殺 打 | 打 率 | 出 塁 率 | 長 打 率 | O P S |
| -------- | -------- | ----- | ----- | ----- | ----- | ----- | -------- | -------- | -------- | ----- | ----- | ----- | -------- | ----- | ----- | ----- | ----- | ----- | ----- | -------- | ----- | -------- | -------- | ----- |
| 2021     | CHC      | 14    | 31    | 30    | 0     | 4     | 0        | 0        | 0        | 4     | 1     | 0     | 0        | 0     | 0     | 1     | 0     | 0     | 14    | 0        | .133  | .161     | .133     | .295  |
| MLB：1年 | MLB：1年 | 14    | 31    | 30    | 0     | 4     | 0        | 0        | 0        | 4     | 1     | 0     | 0        | 0     | 0     | 1     | 0     | 0     | 14    | 0        | .133  | .161     | .133     | .295  |

- 2021年度シーズン終了時

### 年度別守備成績
| 年 度 | 球 団 | 左翼（LF） | 左翼（LF） | 左翼（LF） | 左翼（LF） | 左翼（LF） | 左翼（LF） | 右翼（RF） | 右翼（RF） | 右翼（RF） | 右翼（RF） | 右翼（RF） | 右翼（RF） |
| 年 度 | 球 団 | 試 合      | 刺 殺      | 補 殺      | 失 策      | 併 殺      | 守 備 率   | 試 合      | 刺 殺      | 補 殺      | 失 策      | 併 殺      | 守 備 率   |
| ----- | ----- | ---------- | ---------- | ---------- | ---------- | ---------- | ---------- | ---------- | ---------- | ---------- | ---------- | ---------- | ---------- |
| 2021  | CHC   | 2          | 2          | 0          | 0          | 0          | 1.000      | 7          | 9          | 1          | 1          | 0          | .909       |
| MLB   | MLB   | 2          | 2          | 0          | 0          | 0          | 1.000      | 7          | 9          | 1          | 1          | 0          | .909       |

- 2021年度シーズン終了時

### 背番号
- 6（2021年）